# 弁護士のくず
『弁護士のくず』（べんごしのくず）は、井浦秀夫による日本の青年漫画。『ビッグコミックオリジナル』（小学館）にて2003年16号から2014年13号まで連載された。途中、2010年から『弁護士のくず 第二審』と改題している。法律監修に弁護士の小林茂和（第一東京弁護士会）。

## 作品概要
型破りで無茶苦茶な言動から「人間のくず」とまで呼ばれる弁護士九頭元人（くず もとひと）が、舞い込んでくる様々な依頼を引き受ける過程で、弁護士とは思えないような方法で依頼を解決する様や、依頼の裏に潜む人間模様を描いたブラック・コメディ漫画である。
単行本は小学館（ビッグコミックス）から、通巻で計21巻が刊行されている。『弁護士のくず』が全10巻、『弁護士のくず 第二審』が巻数をリセットして第1巻から全11巻となっているが、単行本への収録は連載順と異同があり、『第二審』第2巻の収録話の一部は『弁護士のくず』時代（2008年）の連載作である（この件の事情については掲載差し止め請求問題を参照）。
平成18年（2006年）度（第52回）小学館漫画賞一般向け部門を受賞している。
TVドラマ化され、2006年4月から6月までTBS系で放送された。

## 登場人物

### 弁護士
九頭 元人（くず もとひと）
本作の主人公。高校中退後に女性のヒモを経て、なぜか弁護士になれた男。その言動は建前無しの本音100%で貫かれており、時に自らヤミ金対策を教えておきながら報酬を得るためにヤミ金と同じ手口を使ったり、弁護を担当した言動に問題のある被告人を、正義感からとはいえ、公判後の記者会見の場で怒りにまかせて殴ったりしている。更に偽悪趣味があり、事件が解決した後に屁理屈をこねる、最後の最後で余計な一言を言って場の空気を悪くする、所長である白石のいないところでは悪口を言っておきながら、白石の前ではわざとらしく必要以上に持ち上げるなど、その言動はしばしば周囲の顰蹙を買っている。依頼案件や裁判を有利に導くために、脅しや騙しといった弁護士らしからぬ非合法すれすれのテクニックを駆使したり、場合によっては利益相反、守秘義務違反等、弁護士としての倫理 違反を犯すなど、手段を選ばないこともある。
しかし一方で、複雑な背景を持つ事件の本質や、他人の隠している本音を見抜く洞察力に優れており、その言動のお陰で立ち直った者も多く、時折はちゃんとしたことも言う。事務所の方針でよく引き受けている少年事件は「全然儲からない」「ガキは大っキライだ、純粋で」という理由で好きではないが、非行少女を殴りつけて更生させたこともある。また、適用法令等に関する解釈や判断は非常に妥当であったり、武田曰く「（依頼事件に関して）やることはちゃんとやってる」と評価されたり、刑事事件裁判において殺人罪での無罪判決を勝ち取っているなど、弁護士としては一流。さらに、一人娘の美月に対して、「（死んだ）お母さんは、いつもお前を褒めている」と言葉をかける優しい一面を持つ。時には暴走しかけた武田に対し、弁護士としての責務を厳しい口調で真剣に説くこともある。即興の嘘話を作るのが得意で、わがままな依頼人をそれで説得したりもするが、大抵は意味もなく持ち出して、相手を煙に巻いている。
短髪で丸顔、瞳だけ描かれた小さい目、赤い頬、M字形をした口などの容貌はビートたけしに似ており、他の登場人物とは異なる、人形めいた特徴的な描き方をされている。これについて作者の井浦は「九頭の顔を敢えて『ペルソナ（仮面）的』にしてあるのは、そうしないと恥ずかしい台詞を言わせることができないから」と述べている。第8話まで左眉や鼻頭に絆創膏（ばんそうこう）を貼っていた。一時、テレビドラマ『リーガルハイ』の主人公古美門研介に扮したこともある。
武田 真実（たけだ まみ）
人権派弁護士白石誠に憧れ入所した女性弁護士。常識的で正義感も強いが、人を疑うということを知らず、依頼人の嘘や隠し事に騙されることも多く、事の是非を一方的に決めつけるなど、独善的なところがある。九頭とコンビを組むことが多く、彼の非常識な言動に振り回されており、時にはきつい言葉で九頭を罵倒することがあり、九頭を殴ることもあるが、そのときは必ずグー。九頭の弁護士としての実力は認めているが、直後にとんでもない発言をすることなどは快く思ってはいない。そのためか九頭に「先生」をつけず、そのまま「クズさん」と呼ぶ。幽霊が苦手で、暗い場所や幽霊話をされたりすると過度に怯えたり、泣き出してしまう事もある。
白石 誠（しらいし まこと）
九頭が所属する白石誠法律事務所の所長。少年事件付添活動に熱心な人権派弁護士として知られ、テレビのコメンテーターとして登場することも多い。しかし実際には、依頼人が持ってきたアダルトDVDをこっそり見たり、九頭が記者会見に酔って現れたり、あるいは自分が息子とケンカする姿を見られたりする度に「メンツ丸つぶれ…」と言いながら泣き出したりする、小市民的な人物。悪口を言われたり間違って物をぶつけられたりすると、怒りの表情を露わにする短気な一面もある。
加藤 公平（かとう こうへい）
九頭と同じ法律事務所に所属する男性弁護士。武田同様、九頭の非常識な言動に悩まされている。非常に真面目で堅物な妻帯者だが、一度だけ女性の依頼人に誘惑され（たと勘違いし）て誘いに乗りかけたことがある。また、痴漢冤罪事件の被告になったこともある。
白石 寿仁也（しらいし じゅにや）
白石誠の息子。27歳の時に意図せずして「釣り銭詐欺事件」を起こして以来、みんなにバカにされていると思いこんで人付き合いがうまくできなくなった。初登場時は派手な服にサングラス、金髪といったヤンキーのような服装をしており、以前は白石誠法律事務所の中に自分の事務所を作っていた。父親と同様小市民的な人物で、すぐ調子に乗っては、結局失敗して落ち込んでいる。
軒下 歩夢（のきした あゆむ）
連載100回記念で登場した32歳の新人女性弁護士。以前はＯＬをしていたが弁護士を志し、700万円の借金をして法科大学院に入って司法試験に合格し弁護士になったものの、弁護士過剰の就職難によって88箇所の事務所から就職を断られていた。白石法律事務所でも断られたはずだったのだが、人手不足を補うために基本給無しのノキ弁 として入所した。
よく言えば素直な性格で、依頼人と対等の立場で接することが出来る。しかし、調子に乗りやすく経験も不足しているため失敗も多い。

### その他の人物
九頭 美月（くず みづき） / 旧名：秋野 美月（あきの みづき）
九頭がかつてヒモをしていた時に付き合っていた女性・秋野葉月（あきの はづき）の娘。小学生。シングルマザーだった葉月が交通事故で亡くなり、葉月の兄夫婦、すなわち伯父母の元に引き取られたが、そこで冷遇されたあげく虐待を受けていたため、九頭を頼って家出した。実際に九頭と血縁があるかどうかが不明であったため、九頭も美月に会った直後は全く認知する気が無かった。だが、美月の周りにいる人間の全く思いやりが無く身勝手な言動に激怒した九頭が、勢い余って認知してしまい娘として同居することになる。生前の母からは九頭の写真を見せられて「父親は正義の弁護士でヤクザと戦って死んだ」と語り聞かされていたが、現実の九頭の言動にはかなり頭を痛めている。
いわゆる文化系で、よく九頭に古典や神話、偉人の名言などの話を持ちかけてくるが、ほとんどバカ話かエロ話にされてしまう。霊が苦手なようで、幽霊や生き霊の登場する小説を読んでは怖がっている。第10話から眼鏡を掛けるようになった。同居後しばらくは母親の姓である「秋野」を名乗っていたが、第112話で「九頭」に改姓した。最終話にて、九頭とは実の親子であることが判明する。
小俣 夕花（おまた ゆうか）
白石誠法律事務所の事務員。おとなしい性格だが、依頼人の小説家にナンパされ、そのまま付き合っていた事がある。その後、女性弁護士との三角関係が発覚して別れた。「浮林亜衣（ふりん あい）」という従姉妹がいる。武田と仲が良く、武田の事を「マミ先生」と呼び、よく一緒に食事をする。
国光 裕次郎（くにみつ ゆうじろう）
九頭の友人の古書店店主。当初はTVドラマ版のオリジナルキャラクターだったが、逆輸入の形で登場するようになった。
設定はTVドラマ版と同じで、人物のモデルもTVドラマ版で国光を演じていたモト冬樹。
氷谷 令（ひたに れい）
地方検察庁検事。被告人に対して一切容赦のない鬼検事で、九頭とは裁判で2度渡り合い、共に九頭の想定より重い判決が下されている。

## 掲載差し止め請求問題
2008年2月13日、弁護士の内田雅敏が「1月5日号から連載された3話のストーリーが、自著の『乗っ取り弁護士』に酷似しており、著作権を侵害している」と主張して、『ビッグコミックオリジナル』発行元の小学館と作者の井浦に対し、第4話の雑誌掲載と単行本収録中止を求める仮処分申請を東京地方裁判所に申し立てた。しかし東京地裁が最終話掲載誌の発売までに結論を出さなかったため、全話が予定通り掲載された。そのため、同年3月3日に内田側は仮処分申し立てを取り下げ、正式に提訴した。
井浦と小学館側は、東京地裁で開かれた第1回口頭弁論（同年4月18日）で「両作品の類似点は実在の事件のものであり、似ていても著作権侵害にはなり得ない」として全面的に争う姿勢を見せ、2009年12月24日、「漫画の表現は内田氏の著書と似通った表現が使われている部分があるが、実在の事実を選択して記述しており、内田氏の創作的表現を用いたわけではない」として、内田の請求を棄却する判決が出された。
『ビッグコミックオリジナル』2010年2月5日号には井浦と小学館代理人のコメント が掲載されたが、挿絵として井浦と、登場人物の九頭と武田が描かれており、九頭の台詞として「公開された社会的事実は誰が参考にしてもいい、…という当たり前のことが確認されたってことだ」と書かれている。単行本第10巻初版の帯にも裁判経緯とともに描かれている。
内田はこの判決を不服として控訴したが、知的財産高等裁判所は2010年6月29日に東京地裁の一審判決を支持し、控訴棄却した。さらに、最高裁判所第一小法廷は、内田の上告申立を受理しなかったため、同年11月18日に地裁判決が確定した。
該当のエピソード「蚕食弁護士」は、単行本収録は見送られていたが、裁判の勝訴確定を受けて『弁護士のくず 第二審』第2巻（2010年12月発刊）に収録された。

## 備考
- 本作で登場するキャラクターの名前や弁護士名・判事名、会社名等には、そのストーリーに関する駄洒落的なものがつけられている場合が多い。
- 単行本第4巻の帯で、弁護士の北村晴男が推薦文を書いている。北村はこの漫画のファンだっただけでなく、原作者の井浦とは長野県長野高等学校の同級生だった。なお、両者は学部は違うが大学も同じ早稲田大学で、両者とも1年間浪人している。また、北村の推薦文の中にあった文章を引用したふきだしの横に「by北村晴男」という記述された話がある[22]。
- TVドラマ版放送終了後、漫画版に国光が登場したり、TVドラマ版ストーリーを基にした漫画が掲載されたり、主題歌の「GO MY WAY」がやはり漫画版のタイトルになったりと、両者間の結びつきが非常に強い。

## テレビドラマ
2006年4月13日から6月29日まで毎週木曜日22:00 - 22:54に、TBS系の「木曜22時」枠で放送された。主演は豊川悦司。
内容はコメディ調のサスペンスドラマとなっている。また、原作では女性だった武田真実は男性に変更され、名前の読み方も「まさみ」に変更、伊藤英明が演じる。これは、男女のコンビにすると恋愛のイメージが出やすいため、あえて男2人にしたとされている。また、原作では男性だった九頭の同僚、加藤公平を「加藤徹子」（高島礼子）という女性に変更し、重要な役割を持つキャラクターとなっている。
ドラマオリジナルのキャラクターとして、古書店を営む法廷マニアで九頭の飲み友達、国光裕次郎役をモト冬樹が演じている。
白石誠役の北村総一朗は、同枠で前クールに放送された『ガチバカ!』から続投しての出演。また、同じドラマで主要人物を演じた沢村一樹も、第6話にゲスト出演している。

### キャスト
キャラクターの年齢についてはドラマ版の公式サイト（現在は削除）より抜粋。

#### 白石誠法律事務所
九頭 元人
演 - 豊川悦司
本作の主人公。40歳。白石誠法律事務所に所属する弁護士。女好きでよくナンパをしたり、「区役所職員」と身分を偽ってキャバクラに毎日のように通いつめるなど、弁護士とは思えぬ下品な発言や型破りな行動が多い。その一方で依頼人や当事者のちょっとした言動を鋭く把握する洞察力に長けており、その能力は事務所の同僚にも一目置かれている。また、新人の武田には難しい案件の検証を遅くまで一人で行ったり、国光の営む古書店で必要な知識を仕入れたりなど案件解決のための努力を怠らなかったり、かつての恋人である秋野葉月に対する思いやりを持ち続け、葉月の見合い相手の無神経な言動に激怒したりするなどの真摯な一面も持ちあわせている。
ドラマ版オリジナルの設定としては、初対面の相手には「弁護士のくずです、ヨロシク!」と自己紹介する。浪費癖があり、前述のキャバクラ通いやパチンコのせいで、金銭的に困窮するときがある。手品（特にカードマジック）が得意。事務所の机の上は様々な玩具で埋め尽くされている。好物は生卵を入れた日清カップヌードル（味問わず）。携帯の着メロはイヌ、ネコ、カラス、ウマ、ウシ、セミ、ゾウといった動物の鳴き声。鼻か頬に絆創膏（ばんそうこう）を貼っており、見せ場では剥がす。
武田 真実
演 - 伊藤英明
原作では女性だが、ドラマ版では男性になっている。28歳。鹿児島県出身。白石誠法律事務所に所属する、生真面目で熱血漢の新人弁護士。「人権派の弁護士、白石誠」に憧れ鹿児島から上京したが、九頭とコンビを組まされる。感情の起伏が激しく、興奮すると鹿児島弁が出てしまったり、映画を見て号泣したり、不遜な態度をとる担当した弁護人を怒りに任せて殴ろうとした事もある。女性への免疫が極端に弱く、女性経験は2.5人。結構鈍臭いところがあり、失敗しては「しもた〜!」と叫んでいる。剣道五段で、携帯電話の着メロはアニメ版「赤胴鈴之助」のオープニングテーマ『がんばれ!赤胴鈴之助』。徹子に憧れており、最終回で「徹子と結婚する」と宣言。
加藤 徹子
演 - 高島礼子
39歳→40歳 白石誠法律事務所に所属する弁護士。以前、大企業の顧問弁護士として九頭と対決したことがある。その裁判の後、九頭の弁護士としての考え方に共感し、白石誠法律事務所へ入所。九頭のことを憎からず思っており、武田は可愛い後輩と見ている（すなわち恋愛対象とは思っていない）。結婚していない事を非常に気にしており、年齢や恋愛の話になると機嫌が悪くなる。
小俣 夕花
演 - 星野亜希
26歳。白石誠法律事務所で働く事務員。グラマラスで合コン好きで男の扱いが上手い、いわゆる今風の女性。事務所のマスコット的存在で、お嫁さんにしたい女を目指している。しばしば九頭に尻を触られるが全く意に介さない一方で、武田の同様の行為に対してはセクハラ呼ばわりする。
白石 誠
演 - 北村総一朗
60歳。白石誠法律事務所の所長。テレビのコメンテーターとしてよく出演しており、認知度も高い。人権派として知られるが、実態は小市民的であり、テレビの姿と実際の姿にかなりのギャップがある。「事務所の職員はファミリー」と考えており、型破りな一面を見せる九頭をクビにしない。愛妻家で、妻を「ワイフ」と呼んでいる。「クリリン」という犬を飼っている。毎週、事務所の掛軸に自筆の一言（ことわざなど）を書いている。民事訴訟を得意としているが、自分の信条で少年事件の付添人、家事事件、破産事件等の、いわゆる「金にならない事件」を多く引き受けており、そのためか事務所は飾り気のない小規模なものとなっている。小市民的な面を見せながらも真面目な人物だが、九頭もツッコミを入れるボケ的なキャラクターとなっている。

#### その他
国光 裕次郎
演 - モト冬樹
48歳。九頭の飲み友達。古書店を経営している、離婚歴ありの独身。法廷マニアであり、頻繁に公判を傍聴している。会話の中で小説の一節をつぶやくなど、マニアックな知識を発揮する。また、ヤクザの事務所の電線を切断したり、異なる小説作品の作者が同一人物かどうかを推定するなど、九頭のバックアップを行う時もある。テレビドラマ版のオリジナルキャラクターであったが、番組終了後より全く同じ設定のキャラクターとして漫画版に登場している。
秋野 美月
演 - 村崎真彩
10歳（小学4年生）。第5話で登場、以降レギュラー出演。母親である秋野葉月が交通事故死し、伯父に引き取られる。しかしその家庭が経済的に苦しかったせいもあり、義理の伯母に冷遇されて 家出、母親が生前に父親と言っていた九頭の姿をテレビで偶然見て、白石誠法律事務所を訪ねてくる。実際に九頭と血縁があるかどうかははっきりしていないが、紆余曲折の末、九頭が親子関係を認知して共に暮らすことになる。そのため、九頭との血の繋がりのはっきりしない親子関係に悩み、九頭に慰められることもある。偶然会った九頭の依頼人に「父がいつもお世話になっております」と挨拶したり、弁護士事務所を訪れてお菓子を出されたときに「ありがとうございます」とお礼を言ったり、朝は九頭を起こしたり食事を作ったりと、言動は年齢の割にとても大人びている。似顔絵を描くのが得意。作文で「将来の夢は弁護士になる事」と書いた。原作では眼鏡をかけているが、ドラマではかけていない。
キャバクラ店長・真崎
演 - 北原雅樹
キャバクラ店員と客
演 - とろサーモン（久保田和靖・村田秀亮）
キャバクラ嬢・ナナ
演 - 伊藤あい
キャバクラ嬢・ラム
演 - 太田彩乃
キャバクラ嬢・トモコ
演 - 滝ありさ
キャバクラ嬢・カワニシ
演 - 豊田梨沙
キャバクラ嬢
演 - 諸岡愛美

#### ゲスト
第1話
- 川田 郁夫（弁護士） - 佐野史郎
- 矢賀 照代（銀行OL） - 安めぐみ
- 関原 仙一（照代の上司） - 宇梶剛士
- 田部井 順二 - 伊藤正之
- 京塚 克彦 - 吉永雄紀
- 柴木 健吉 - 掛田誠

第2話
- 古沢 真琴 - 三津谷葉子
- 須永 貴史 - 小川直也
- 佐橋 准哉 - 波岡一喜
- キャバクラ嬢・さくら - 有村実樹

第3話
- 豪田 珠美（作家志望） - 片桐はいり
- 瀬能 セリ（超人気セクシー作家） - 北川弘美
- 緒形 郁也 - 正名僕蔵
- 編集者・宮園 - 蒲生純一
- 元おねだりGIRLS（セリ以外の2人）

- アヤ - 石橋奈美
- ミナ - シトウレイ

第4話
- 猪狩 吾郎（蕾の父・中華料理店経営者） - 平田満
- 猪狩 聡美（蕾の母） - 筒井真理子
- 山村 真介（蕾の恋人） - 斉藤慶太
- 猪狩 蕾（女子高生） - 小町桃子
- 佐藤 栄（パチンコ屋店員） - 佐藤二朗
- 真壁 栄作（アダルトビデオの監督） - ノッチ（デンジャラス）

第5話
- 秋野 美月（葉月の娘） - 村崎真彩（第6話以降レギュラー）
- 富田 賢次郎（葉月が九頭と別れたあと付き合っていた会社社長） - 川崎麻世
- 秋野 葉月（写真・美月の母で九頭の昔の恋人） - 和久井映見
- 秋野 月夫（葉月の兄） - 小市慢太郎
- 秋野 美恵 - 栗田よう子
- 小塚 陽子（依頼者） - 矢部美穂
- 小塚 新平（陽子の夫） - 有吉弘行（元・猿岩石）
- 矢島 民雄 - 中条きよし
- 青木 裕子（本人） - 青木裕子（TBSアナウンサー）
- 小塚 サキ - 稲垣鈴夏
- 北岡 頌栄（写真） - 風見しんご

第6話
- 黒田 真吾（黒田食品取締役） - 沢村一樹
- 黒田 幸造 - 石田太郎
- 黒田 真希（真吾の妻） - 椋木美羽
- 古沢 裕樹 - 深水元基
- 水原 理沙 - 松下萌子
- 大谷 薫（大学生・痴漢の目撃者） - 一戸奈美
- オカマ

- ポン太 - 深沢敦
- ヒト美 - 坂本ちゃん
- ケメ子 - 弓田真好杜

第7話
- 高井 霧子（羽根田から遺産を相続された女性） - 三浦理恵子
- 亀有 房子（羽根田の娘） - ふせえり（ビシバシステム）
- 徳大寺 貴（弁護士） - 須賀貴匡
- 羽根田 真一 - 神保悟志
- 高井 悦子（霧子の義母） - 佐々木すみ江
- 羽根田 仁（ガンで死亡） - 高橋元太郎
- ミサ - インリン・オブ・ジョイトイ
- 霧子の息子（ユウタ） - 小室優太
- クラブ魔法の手の店員

- 大隈いちろう
- 浅見千代子

第8話
- 湯川 みちる（主婦） - 石田ひかり
- 保住 京子（主婦） - 深浦加奈子
- 湯川 良純（みちるの夫） - 甲本雅裕
- 根津 友紀子 - 渋谷琴乃
- 横山（美月の担任） - 青木伸輔

第9話
- 鈴木 克雄（会社を辞め現在失業中） - 塩見三省
- 鈴木 博美（鈴木の妻） - 岡本麗
- 岡田常務 - 森次晃嗣
- 高井 武 - 東根作寿英

第10話
- 岡部 省吾（暴行事件の容疑者） - 塩谷瞬
- 赤地 杏里（岡部の彼女） - 酒井彩名
- 高橋 和彦（事件の目撃者） - 脇知弘
- 須永 貴史 - 小川直也（再登場）
- 末木 琢（覗きマニア） - 肥後克広（ダチョウ倶楽部）
- 木原 悠馬（暴行事件の被害者） - 安居剣一郎
- 金田 英輔（暴行事件の被害者） - 笠原秀幸
- 仲原 信夫（暴行事件の被害者） - 矢倉亮
- 友田 理穂（強姦被害者） - 松岡恵望子
- 琴美（情報提供者） - 直林真里奈
- 前田 敦夫（加藤が担当した事件の被害者家族） - 沼田爆
- 遠山 辰夫（検察官） - 中根徹

第11話
- 大塚 平太（小百合の夫で専業主夫） - 田辺誠一
- 大塚 小百合（下着メーカーのワンマン社長） - 杉本彩
- 川上 真由美 - 久保恵子
- 弁護士四天王（白石以外の3名とプロデューサー）

- 片岡 三郎（行政訴訟） - 小林茂和（弁護士。原作の法律監修）
- 岡島 敬一郎（医療訴訟） - 本村健太郎（弁護士、俳優。ドラマの法律実務監修）
- 山岸 敦夫（企業訴訟） - 橋本孝プロデューサー
- 同番組のプロデューサー - 川西琢プロデューサー

- リュサ - 村崎真彩（美月と二役）

最終話
- 笹野 優司（銀行員） - 坂本昌行（20th Century）
- 金盛 みはる（笹野の婚約者） - 畑野ひろ子
- 金盛 孝枝 - 田島令子
- 永見 栄治 - 小木茂光　
- 雨宮 保（弁護士） - 西岡徳馬
- 川田 郁夫（弁護士） - 佐野史郎（再登場）
- みの もんた - みのもんた（友情出演）

第1話 - 最終話　オープニング（最終話のみエンディング）に、主題歌担当のhitomiが出演。

### スタッフ
- 原作 - 井浦秀夫（小学館刊『隔週刊ビッグコミックオリジナル』連載）
- 脚本 - 荒井修子、瀧本智行、中島淳彦、きだつよし
- 音楽 - 梅堀淳（super soniQ inc.）
- 演出 - 今井夏木、酒井聖博、竹村謙太郎、森嶋正也
- 主題歌 - hitomi「GO MY WAY」（avex trax/LOVE LIFE RECORDS）
- サウンドデザイン - 石井和之
- 法律監修 - 本山信二郎（弁護士・第二東京弁護士会）
- 法律実務指導 - 本村健太郎（弁護士・東京弁護士会、俳優：浅井企画）
- 原案協力 - 宮坂保志､成田明弘、大村信（小学館『隔週刊ビッグコミックオリジナル』編集部）
- 編成担当 - 高野阿弥子（TBS）
- プロデューサー - 貴島誠一郎、橋本孝・川西琢（ドリマックス・テレビジョン）
- 製作 - TBS、ドリマックス・テレビジョン

### 放送日程
- 基本的には全話が原作の単行本1巻 - 3巻に収録された話を基に作られている。ただし、設定の一部だけを残し、ほぼオリジナルストーリーとなった話もある[29]。なお、作者の井浦はこれに触発され、ドラマ版終了後に漫画版で非常に似た構図の「性別違和｣の話を描いている。[30]

| 話数                                                        | 放送日        | サブタイトル               | 原作                                  | 脚本              | 演出       | 視聴率 |
| ----------------------------------------------------------- | ------------- | -------------------------- | ------------------------------------- | ----------------- | ---------- | ------ |
| case.1                                                      | 2006年4月13日 | 踊るセクハラ裁判           | 『ヤブの中』（第1巻・Case1）          | 荒井修子          | 今井夏木   | 14.1%  |
| case.2                                                      | 2006年4月20日 | ちょいワルおやじvs不良少女 | 『少女A』（第1巻・Case3）             | 荒井修子          | 今井夏木   | 11.9%  |
| case.3                                                      | 2006年4月27日 | 美人作家の盗作             | 『シンデレラ大作戦』（第1巻・Case8）  | 荒井修子          | 竹村謙太郎 | 11.2%  |
| case.4                                                      | 2006年5月04日 | 死者の声! 冤罪の真犯人     | 『死者の声』（第1巻・Case5）          | 瀧本智行          | 酒井聖博   | 10.5%  |
| case.5                                                      | 2006年5月11日 | 私の父は九頭さんです!      | 『まぶたの父』（第1巻・Case6）        | 荒井修子 中島敦彦 | 今井夏木   | 13.1%  |
| case.6                                                      | 2006年5月18日 | 痴漢! 女性専用車両の秘密   | 『魔の電車』（第3巻・Case23）         | 瀧本智行          | 酒井聖博   | 14.3%  |
| case.7                                                      | 2006年5月25日 | 不適切な遺産相続           | 『美徳の人』（第2巻・Case11）         | 荒井修子          | 竹村謙太郎 | 12.6%  |
| case.8                                                      | 2006年6月01日 | 名誉毀損! 噂の女           | 『噂の真相』（第2巻・Case14）         | きだつよし        | 今井夏木   | 14.2%  |
| case.9                                                      | 2006年6月08日 | 夫婦三十年の追憶           | 『人間失職』（第2巻・Case9）          | 瀧本智行          | 森嶋正也   | 11.4%  |
| case.10                                                     | 2006年6月15日 | 名門大学生の犯罪           | 『聖なる戦い』（第3巻・Case19）       | 荒井修子          | 酒井聖博   | 12.2%  |
| case.11                                                     | 2006年6月22日 | 働く妻vs専業主夫           | 『「リュサ」の童話』（第2巻・Case12） | 荒井修子          | 酒井聖博   | 16.1%  |
| case.12                                                     | 2006年6月29日 | 愛と金                     | 『愛と金』（第1巻・Case2）            | 荒井修子          | 今井夏木   | 11.3%  |
| 平均視聴率 12.74%（視聴率は関東地区・ビデオリサーチ社調べ） |               |                            |                                       |                   |            |        |

### ドラマ版注
- コメディードラマということもあり、有名映画、他局のドラマなどのパロディシーンが多かったり、行きつけのキャバクラの名前が毎週変わり、そのシーンでもパロディが施された、出演者の他のドラマでの設定をそのまま持ち込んだりなど、様々な仕掛けがあった。「1クール」「最終回が近い」などの台詞、あからさまにカメラを意識して台詞を言ったり、ピースしたりする場面があるなど、いかにも撮影と思わされる台詞や業界用語、楽屋落ちも多い。
- スポンサーの1つであるトヨタ自動車は4月中は提供部分でクレジット表記をしていたが、5月以降は30秒CMを続行しつつ、クレジット表記を自粛している。
- 高島礼子と北村総一朗は本作において弁護士事務所の所長弁護士（北村）とその事務所の所属弁護士（高島）という関係で出演しているが、本作の2年後の2008年6月に、同じくTBS系列で放送された連続ドラマ「弁護士 一之瀬凛子」（第1、2作）においても弁護士事務所の所長弁護士（北村）とその事務所の所属弁護士（高島）という関係で出演している。

| TBS系 木曜22時枠連続ドラマ          | TBS系 木曜22時枠連続ドラマ             | TBS系 木曜22時枠連続ドラマ             |
| 前番組                              | 番組名                                 | 次番組                                 |
| ----------------------------------- | -------------------------------------- | -------------------------------------- |
| ガチバカ! （2006.1.19 - 2006.3.23） | 弁護士のくず （2006.4.13 - 2006.6.29） | 花嫁は厄年ッ! （2006.7.6 - 2006.9.21） |